# Moerani Frébault
Joseph Guy Yéyé Moerani Frébault, né le 22 août 1988 à Atuona (Polynésie française), est un homme politique français, membre du Tapura huiraatira.
Le 29 juin 2024, il est élu député de la première circonscription de la Polynésie française au premier tour.

## Biographie
Sa mère, Joëlle Frébault, est maire de Hiva Oa située sur l'île éponyme dans l'archipel des Marquises Sud. Louis Frébault, son père, a été ministre de l'Équipement dans le gouvernement local. Moerani Frébault est titulaire d'un master en droit public. Il est directeur général des services de la mairie de Hiva Oa,.
Lors des élections européennes de 2024, Moerani Frébault est présent sur la liste de la coalition Ensemble de Valérie Hayer, en position non éligible,.
Pour les élections législatives, il est candidat, en Polynésie française, autonomiste de centre-droit, membre du Tapura Huiraatira et soutenu par la coalition autonomiste Amui tatou. Il est élu dès le premier tour en recueillant 54,1 % des suffrages, et en battant le député sortant indépendantiste Tematai Le Gayic soutenu par le Nouveau Front populaire. Il devient ainsi le premier député élu de la nouvelle législature,. Il indique qu'il va s'installer en métropole pour exercer pleinement sa fonction et se prononce contre le cumul des mandats.
Début février 2016, Moerani Frébault est recruté comme secrétaire général de la circonscription administrative des îles Marquises, poste de fonctionnaire de catégorie A, sans avoir passé les concours nécessaires. Son embauche intervient quelques semaines après que sa mère Joëlle Frébault, représentante de la section des îles Marquises au sein de l'Assemblée de la Polynésie française (APF) depuis mai 2008, change de groupe à l'APF en décembre 2015, permettant au président de la Polynésie française Édouard Fritch d'avoir la majorité absolue. Son CDD de douze mois est reconduit par un arrêté d'Édouard Fritch. Il occupe ce poste pendant trois ans et six mois.